# Sedal
En veterinaria se llama sedal a una tira de tela, cinta o cordón que se pasa al través de los tejidos sanos o enfermos con objeto terapéutico.
Los sedales se pueden poner en todas las partes del cuerpo: unas veces se aplican con el objeto de dar salida al pus en las heridas sinuosas; otras después de haber abierto un quiste para que el pus o la serosidad tenga una libre salida; otras se pasan en las callosidades y escirros para promover una supuración más o menos, abundante y, desvanecerlas por ellas y algunas por último, se emplean como medios revulsivos.
Cuando los sedales están puestos poco tiempo irritan demasiado la parte, producen una inflamación más o menos considerable que termina por la supuración y se consigue el objeto con que se aplican, verificando la revulsión; pero si la supuración continúa, los tejidos se habitúan al estímulo y no producen efecto terapéutico alguno. Y si su permanencia es duradera ocasionan la debilidad por lo que siempre conviene cambiarlos de vez en cuando.
El instrumento con que se ponen los sedales es una aguja plana algo encorvada, más o menos larga según la extensión que ha de tener el sedal, con una abertura longitudinal en la punta o en el remate para pasar la cinta, estopa o tira de lienzo.

## Ejecución
Para hacer esta operación toma un ayudante un pliegue de la piel, el operador lo toma por el lado opuesto en la misma dirección y con un bisturí hace una incisión de media pulgada de longitud en una dirección contraria a la anterior, después se toma la aguja con la mano derecha, se introduce la incisión cuidando que la convexidad de la aguja mire hacia los músculos, se va separando la piel del tejido celular subcutáneo y se la hace correr hasta el punto que se la quiere dar salida. Se toma la aguja con la mano izquierda apoyándola de modo que con su punta eleve un poco la piel y se hace otra incisión igual a la primera para que salga la aguja con facilidad, se introduce la cinta y se tira de la aguja dejándola puesta y atando sus extremos.
Regularmente se untan los sedales con unturas con objeto de que estimulen más deprisa y durante su permanencia se cuidará correrlos a menudo, repitiendo la untura si fuese necesario. Después se lava la parte afectada para quitar el pus que se queda detenido en  la circunferencia de las cisuras. Después de que los sedales han permanecido el tiempo necesario según el objeto de su indicación, se quitan cortándolos con las tijeras y sacándolos por uno de sus lados, curando a continuación las heridas como mejor convenga.
Aunque los sedales pueden ponerse en cualquier parte del cuerpo donde haya piel, sin embargo, se prefieren en muchos casos las laterales de la región cervical, la anterior y algo inferior del pecho y las nalgas. La operación de poner sedales es muy común pero es operación que exige un exacto conocimiento de la parte anatómica donde se aplican porque se observa en muchos casos que por falta de este conocimiento, por tener poca destreza y por no dirigir bien la aguja suele atraerse una aponeurosis, un tendón o un músculo, ocasionando inflamaciones considerables, dolores muy agudos, algunas veces convulsiones y no pocas espasmos parciales o generales, accidentes, que como se puede imaginar, pueden hacer perecer al animal. 